# Afreeca Freecs
Afreeca Freecs (ранее StarTale и SBENU) — корейская киберспортивная команда по StarCraft II и Overwatch, основанная в 2010 году и спонсируемая afreecaTV. В 2012 году команда завоевала чемпионский титул на IGN Pro Team League Season 1, также дважды занимала второе место на Global StarCraft II Team League.

## История

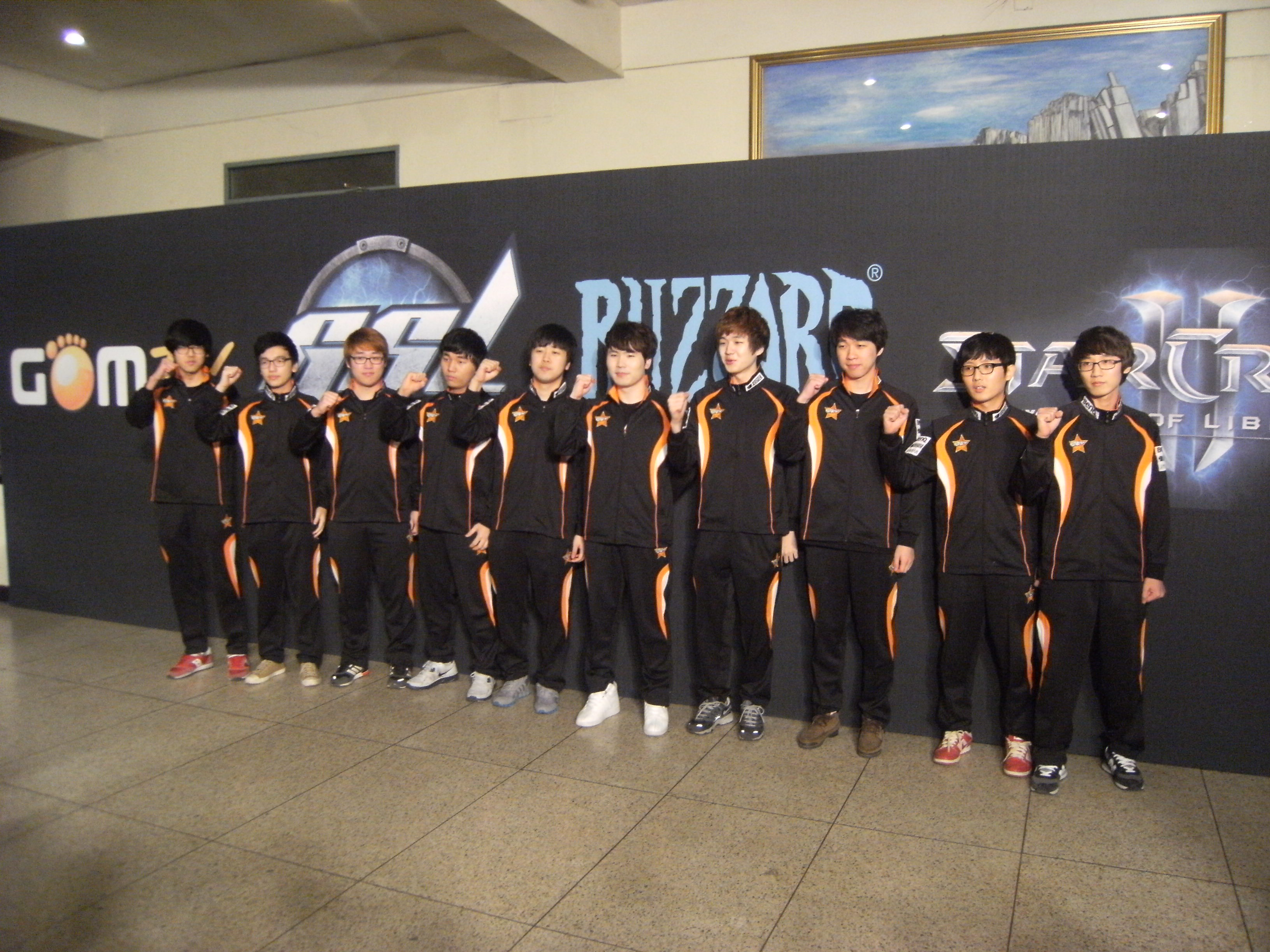
Состав StarTale в 2011 году: PartinG, Sound, KingKong, Hack, Curious, AcE, Virus, Tiger, Squirtle и Bomber

Команда была образована 1 сентября 2010 года под названием StarTale; 15 сентября было объявлено о создании состава по StarCraft II. Тренером команды выступил Вон Джунг Вук (экс-тренер WeMadeFox), а первыми игроками — Пак «July» Сон Джун и Ким «Rainbow» Сон Джэ. Спонсорами команды выступали Red Bull, Zowie Gear и Joygear. В 2011 году StarTale выиграли на Zotac Team Invitational Season 2 и заняли второе место на 2011 Global StarCraft II Team League February.
В начале 2012 года команда объявила о начале сотрудничества с Quantic Gaming. В этом году StarTale выиграли IGN Pro Team League Season 1 и получили серебряную медаль на KSL Opening Ceremonies и 2012 Global StarCraft II Team League Season 1 (совместно с Quantic Gaming как StarTaleQ; к составу StarTale на время этого соревнования были присоединены Юхан «NaNiWa» Люкьеси и Ким «SaSe» Хаммар). В августе того же года к команде был присоединён состав ZeNEX, в которой уход генерального менеджера повлёк за собой проблемы с финансированием и потерю тренировочного лагеря, в результате чего к команде присоединились Avenge, TREME, Kyrix, Life, SuHoSin, Harrier и Jjun. Больших успехов добились и отдельные члены команды: так, Вон «PartinG» Ли Сак в 2012 году стал чемпионом мира по версии 2012 StarCraft II World Championship Series, а присоединившийся в конце года Ли «Life» Сын Хён стал чемпионом 2012 MLG Fall Championship.
В 2013 году команду покинули такие видные игроки, как Вон «PartinG» Ли Сак и Чхве «Bomber» Джи Сон. В 2014 году было объявлено о партнёрстве StarTale и Incredible Miracle с целью выступления на Proleague под эгидой Incredible Miracle (название StarTale не могло быть использовано, так как это была команда Global StarCraft II Team League).
В 2015 году команду покинул Ли «Life» Сын Хён (перешёл в KT Rolster) и присоединился Пак «DongRaeGu» Су Хо. В этом же году у команды сменился спонсор — новым спонсором стала корейская компания SBENU, — что повлекло за собой смену названия на SBENU. В конце 2015 года исполнительный директор SBENU был арестован за подозрение в мошенничестве, что повлекло за собой прекращение финансирования команды в 2016 году.
23 января 2016 года команда объявила о том, что ей удалось найти нового спонсора. Им стала корейская компания afreecaTV; команда была реорганизована под названием Afreeca Freecs для соответствия новому спонсорству. Также был собран состав для игры в Overwatch. Afreeca Freecs договорились с командой KT Rolster об обмене игроками, в результате чего Ли «Leenock» Дун Нйонг перешёл в KT Rolster, а Ли «Life» Сын Хён вернулся в Afreeca Freecs. Вскоре после этого Life был арестован за участие в договорных матчах.
В конце 2016 года Proleague объявила о своём закрытии, следом были распущены составы всех команд, кроме Jin Air Green Wings и Afreeca Freecs. Однако 21 ноября о роспуске состава по StarCraft II объявила и Afreeca Freecs. Состав команды на момент роспуска: aLive, Billowy, Bomber, Curious, DRGling, KeeN, Patience, SGW, Super, Symbol.
В 2020 году команда была возрождена с составом: Ким «Stats» Дэ Ёп, О «soO» Юн Су, Пак «Armani» Джи Хёк.

## Достижения
- 2011 Zotac Team Invitational Season 2 (1 место)[1]
- 2011 Global StarCraft II Team League February (2 место)[1]
- 2012 IGN Pro Team League Season 1 (1 место)[1]
- 2012 KSL Opening Ceremonies (2 место)[1]
- 2012 Global StarCraft II Team League Season 1 (2 место)[1]